# Двигун Toyota KR
| Toyota KR                      | Toyota KR                        |
| ------------------------------ | -------------------------------- |
|                                |                                  |
| Виробник:                      | Daihatsu                         |
| Марка:                         | Toyota KR                        |
| Тип:                           | Трициліндровий двигун            |
| Робочий об'єм:                 | - 1.0 л (998 см3) см3            |
| Максимальна потужність:        | 48–72 кВт (64–97 к.с.) кВт       |
| Максимальний обертовий момент: | 85–140 Н⋅м (63–103 фунт⋅фут) Н·м |
| Хід поршня:                    | - 84 мм (3.31 дюйма) мм          |
| Діаметр циліндра:              | - 71 мм (2.8 дюйма) мм           |
| Охолодження:                   | рідинне охолодження              |
| Матеріал блоку циліндрів:      | алюміній                         |
| Матеріал ГБЦ:                  | алюміній                         |
| Рекомендоване паливо:          | Бензин                           |

Сімейство двигунів Toyota KR — рядний 3-поршневий двигун, розроблений компанією Daihatsu, дочірньою компанією Toyota. У серії 1KR використовуються алюмінієві блоки двигунів і головки циліндрів DOHC з ланцюговим приводом. Він використовує багатоточкове вприскування палива та має 4 клапани на циліндр. Деякі версії мають VVT-i зі змінним газорозподілом. Двигун надзвичайно легкий: 69 кг (152 фунт) з усіма допоміжними засобами. Це пов'язано з особливостями застосування і вагою міських автомобілів.

## 1КР-ФЕ
1KR-FE – це 1,0 л (998 см3) версія, створена в Японії та Польщі. Діаметр циліндра і хід поршня 71 мм × 84 мм (2,80 дюйм × 3,31 дюйм) зі ступенем стиснення 10,5:1. Вихід 67 PS (49 кВт; 66 гальм. к. с.) при 6000 об/хв з 91 Н⋅м (67 фунт⋅фут) крутного моменту при 4800 об / хв - і межа обертів 6500 об / хв - або 71 PS (52 кВт; 70 гальм. к. с.) при 6000 об/хв з 94 Н⋅м (69 фунт⋅фут) крутного моменту при 3600 об/хв. Коли він спочатку був у продажу, він відповідав вимогам європейського стандарту викидів EU4 і мав рівень CO2 109 г/км, але поточні програми відповідають європейському стандарту викидів EU5 і можуть мати низькі рівні CO2  до 99 г/км. Цей двигун був відзначений у 2007, 2008, 2009 і 2010 міжнародних нагородах «Двигун року» в категорії менш як 1,0 літра.

### Застосування
- Daihatsu Boon/Toyota Passo/Daihatsu Sirion/Subaru Justy
- Toyota Aygo / Citroën C1 (2005–2021)
- Toyota Vitz / Yaris (2005–теперішній час)
- Toyota Belta (2006–2012)
- Toyota iQ (2008–2015)
- Daihatsu Cuore L276 (2007–2013)
- Peugeot 107 (2005–2014)
- Peugeot 108 (2014–2021)
- Daihatsu Thor/Toyota Tank/Toyota Roomy/Subaru Justy (2016–теперішній час)

## 1KR-DE

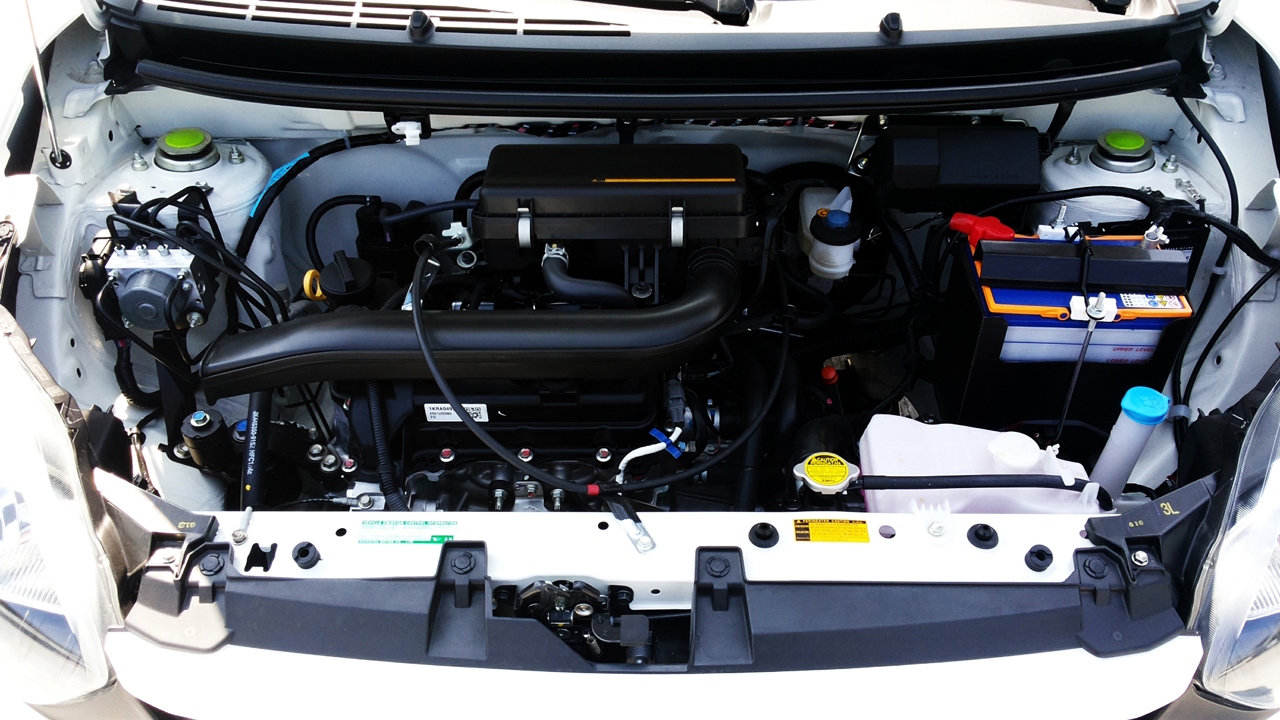
Двигун 1KR-DE в Toyota Wigo

1KR-DE — це варіант двигуна 1KR без VVT-i, виготовлений Daihatsu. Він виробляє меншу потужність і крутний момент, ніж 1KR-FE. Вихід 65 PS (48 кВт; 64 гальм. к. с.) при 6000 об/хв і 85 Н⋅м (63 фунт⋅фут) крутного моменту при 3600 об/хв. Діаметр циліндра і хід поршня 71 мм × 84 мм (2,80 дюйм × 3,31 дюйм), а робочий об’єм двигуна становить 1,0 л (998 см3).
1KR-DE був спеціально розроблений для індонезійського ринку LCGC (Low Cost Green Car) для зниження витрат. Кришка головки блоку циліндрів виготовлена з легкого пластику. Випускний колектор інтегрований у головку блоку циліндрів разом з каталітичним нейтралізатором і датчиком кисню, щоб ще більше заощадити вагу, а також допомогти двигуну швидше прогрітися, зменшуючи загальні викиди вихлопних газів. Загальна економія склала 10 кг (22 фунт).

### Застосування
- Daihatsu Ayla (2013–2023)
- Toyota Agya/Wigo (2013–2017)
- Daihatsu Hi-Max на базі Hijet Truck десятого покоління (2016–2019)[6]

## 1KR-DE2
1KR-DE2 є більш потужним варіантом двигуна 1KR-DE, який був перероблений Perodua . Він виробляє 66 PS (49 кВт; 65 гальм. к. с.) при 6000 обертів і 90 Н⋅м (66 фунт⋅фут) крутного моменту при 3600 об/хв. Подібно до 1KR-DE, діаметр циліндрів і хід циліндра становлять 71 мм × 84 мм (2,80 дюйм × 3,31 дюйм), відповідно, а об’єм двигуна залишається на рівні 1,0 л (998 см3)   1KR-DE2 відповідає стандарту викидів Euro IV і дуже економічний завдяки режиму ECO, коли двигун змінює один циліндр на кожні два цикли , фактично досягнувши економії 0,6 л (600 см3) двигун, перевершує 1KR-DE. Ступінь стиснення для цього двигуна становить 11:1.

### Застосування
- Perodua Axia (2014–2017)

## 1КР-ВЕ

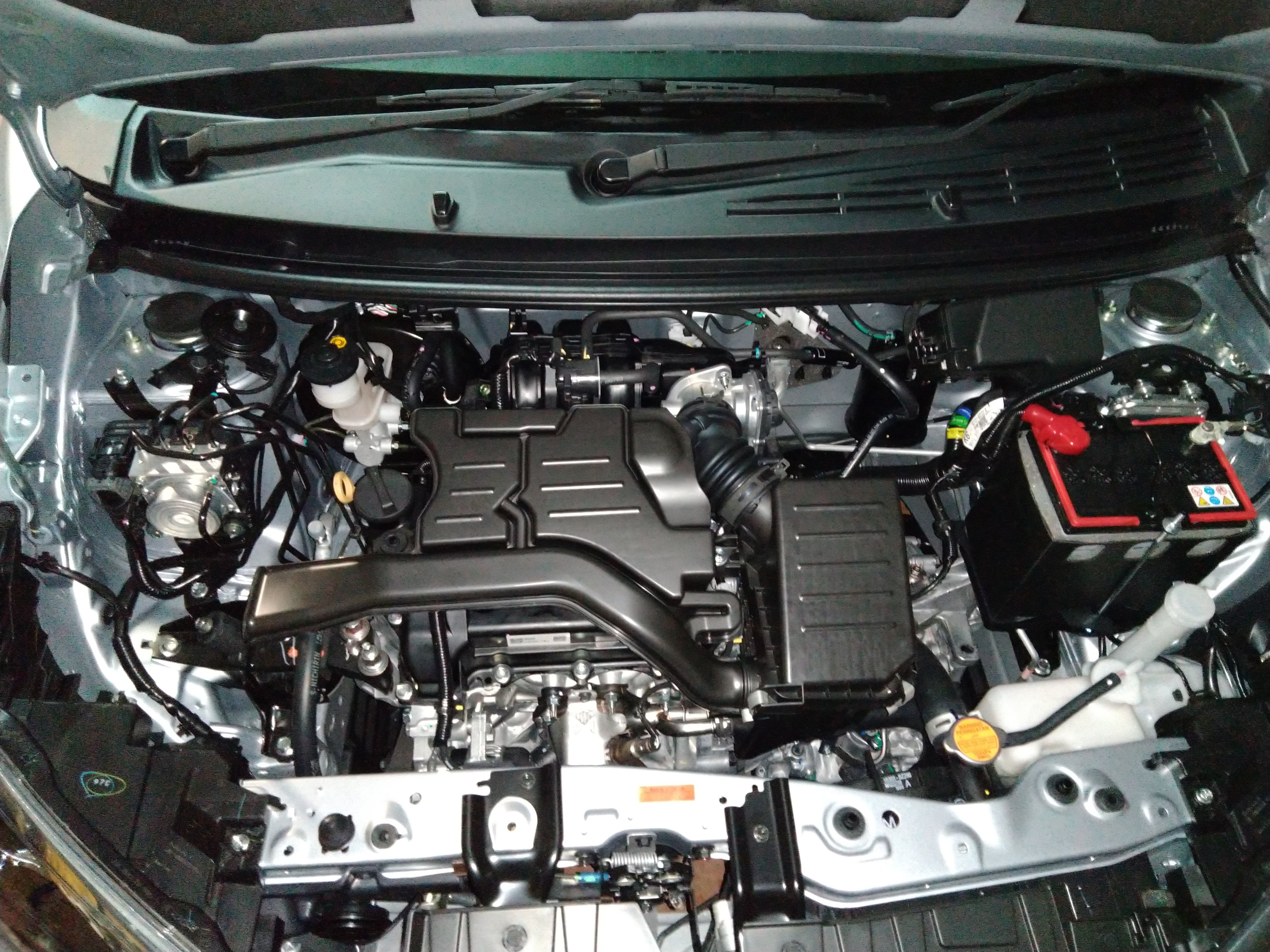
Двигун 1KR-VE в Perodua Bezza

1KR-VE — це більш потужний варіант, створений Perodua, спеціально вдосконалена версія 1KR-DE2, яка створена для найновішої версії сімейства Perodua. Новий 1,0-літровий двигун VVT-i легший і компактний, що забезпечує кращу витрату палива, кращу продуктивність, знижений рівень вібрації та шуму. Він був спеціально створений для 1,0-літрового варіанту для першого автомобіля Perodua виключно власного виробництва, який є Perodua Bezza. Це модифікована та вдосконалена версія двигуна 1KR-DE2 від Perodua Axia. Новий двигун 1KR-VE видає 68 PS (50 кВт; 67 гальм. к. с.) при 6000 об/хв і 91 Н⋅м (67 фунт⋅фут) при 4400 об/хв, пропонуючи м’який 1 к. с. (0,75 кВт) і 1 Н⋅м (0,74 фунт⋅фут) більше, ніж на заводі Axia 1KR-DE2. Perodua стверджує, що споживання палива ECE становить 22,8 км/л (64 миля/год‑англ.; 54 миля/год‑США) для ручного варіанту та 21,3 км/л (60 миля/год‑англ.; 50 миля/год‑США) з автоматом, обидва мають об‘єм 1,2 км/л (3,4 миля/год‑англ.; 2,8 миля/год‑США)     покращення в порівнянні зі старим 1KR-DE2. Новий двигун 1KR-VE тепер оснащений системою зміни фаз газорозподілу з інтелектом (VVT-i) на впускних клапанах. Також було внесено кілька незначних змін і вдосконалень для підвищення паливної ефективності та більш лінійної подачі потужності. Помітні зміни включають вищий ступінь стиснення 11,5:1, впускний отвір із високим перекидом, довший впускний колектор, мікророзпилювач палива та підйомники клапанів із низьким тертям.

### Застосування
- Perodua Bezza (2016–теперішній час)
- Daihatsu Sigra (2016–теперішній час)
- Perodua Axia (B200) (2017–теперішній час)
- Perodua Axia (A300) (2023–теперішній час)
- Toyota Wigo (B100) (2017–2023)
- Toyota Wigo (A350) (2023–теперішній час)
- Toyota Agya (2017–2021)
- Daihatsu Ayla (2023–теперішній час)

## 1KR-VET

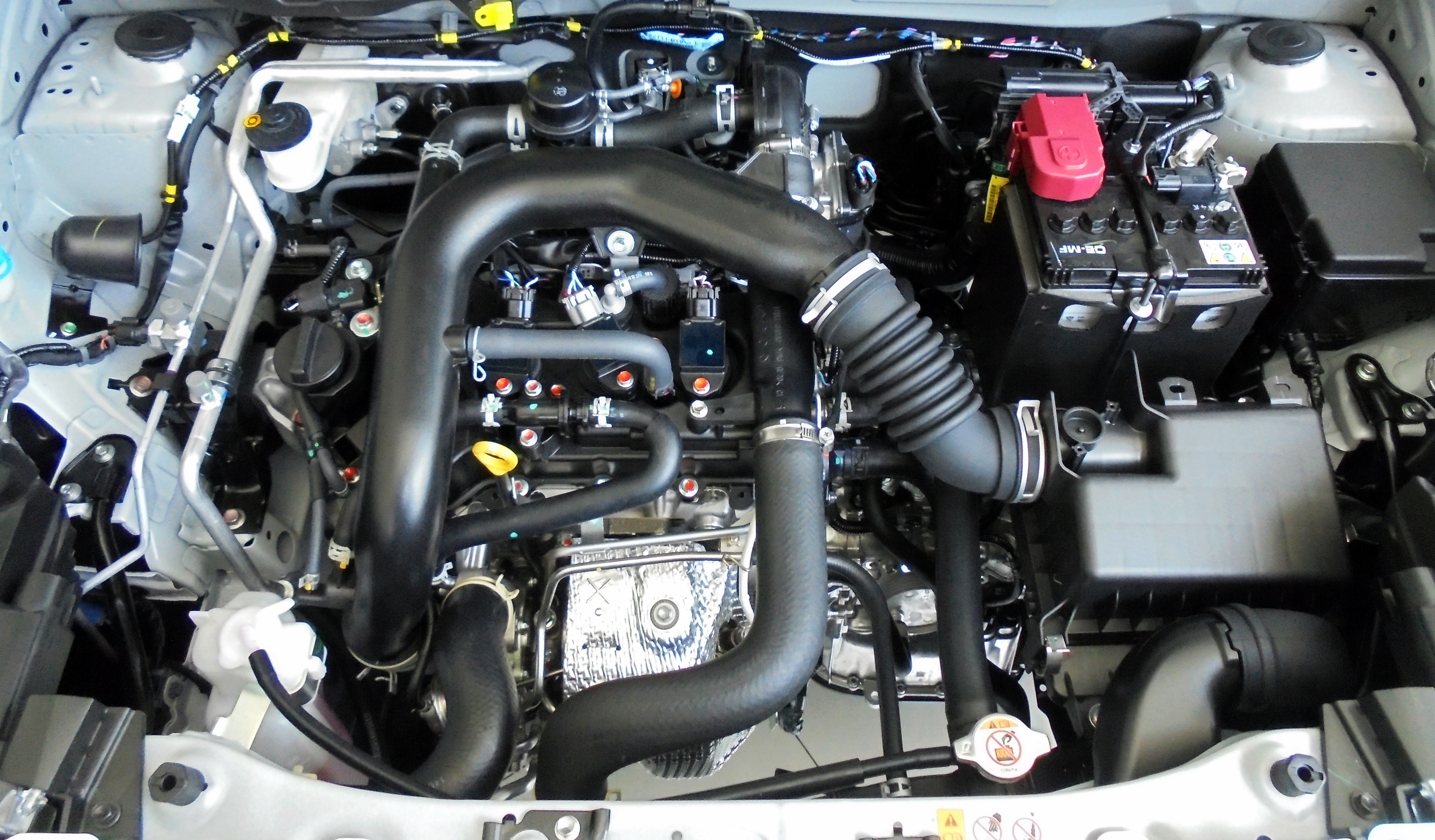
Двигун 1KR-VET в Toyota Raize

1KR-VET (996 куб.см) — це версія 1KR-FE з турбонаддувом зі зниженим ступенем стиснення 9,5:1 і червоною лінією 6200 об/хв. Вироблено компанією Daihatsu для використання в топовій версії Daihatsu Thor і серій A200/A250 Rocky. Забезпечує 98 PS (72 кВт; 97 гальм. к. с.) і 140—149 Н⋅м (103—110 фунт⋅фут) крутного моменту.

### Застосування
- Daihatsu Thor/Toyota Tank/Toyota Roomy/Subaru Justy (2016–теперішній час)
- Daihatsu Rocky/Toyota Raize (2019–теперішній час)
- Perodua Ativa (2021–теперішній час)

## 1KR-B52
Оновлена версія, яка використовується в PSA Citroën C1/Peugeot 108 з 2016 року. Вперше він з’явився в спеціальних версіях Citroën C1 UrbanRide та Elle, а пізніше став доступним для всіх. Двигун було модифіковано для відповідності стандарту викидів Euro 6.2, одночасно підвищивши продуктивність до 73 PS (54 кВт; 72 гальм. к. с.) і економію до 58,8 милі на галон за комбінованим циклом WLTP, утримуючи викиди на рівні 110 г/км CO2 за циклом WLTP. 

### Застосування
- Citroën C1/Peugeot 108 (2016–2021)
- Toyota Aygo X (2022–тепер)